# Rudolph Firle

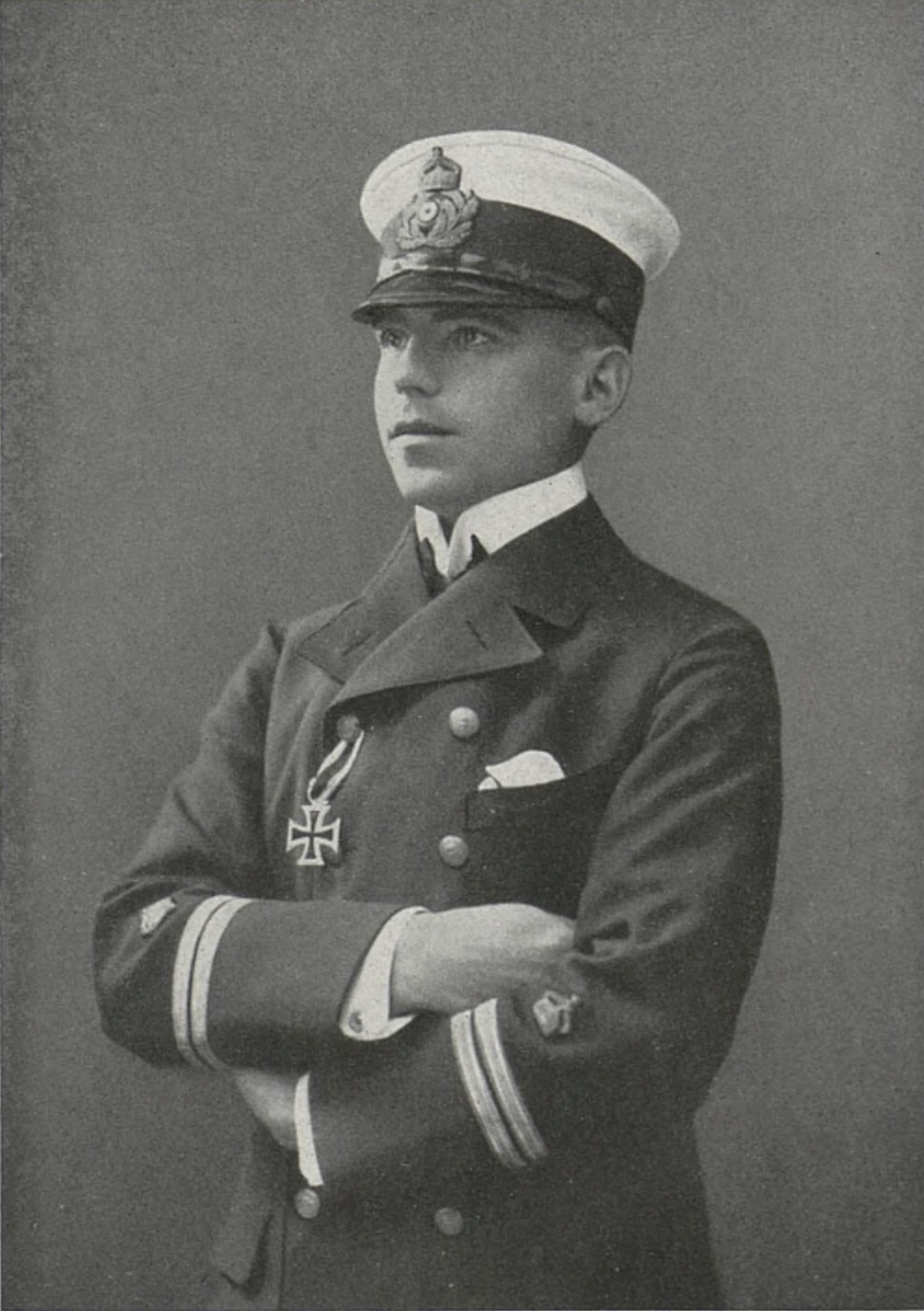
Rudolph Firle (c. 1915)

Rudolph Firle (* 14. September 1881 in Bonn; † 2. Juli 1969 in Bremen; vollständiger Name: Rudolph Ernst Adolph Firle) war ein deutscher Marineoffizier, Volkswirtschaftler und Wirtschafts-Manager, der zunächst bei Reedereien des Röchling-Konzerns arbeitete und von 1933 bis 1940 Vorstandsvorsitzender des Norddeutschen Lloyds war.

## Biografie

### Familie, Ausbildung und Beruf
Firle war der Sohn des Arztes Ernst Firle und dessen Ehefrau Lucie Firle geb. Wehlin. Sein Urgroßvater väterlicherseits war Ernst Wachler.
Rudolph Firle besuchte das Gymnasium in Bonn und legte dort sein Abitur ab. 1900 trat er als Seekadett der kaiserlichen Marine bei. 1909 heiratete er Anne-Marie Rehder und 1916 in zweiter Ehe die Bankierstochter Else Custodis.
Nach seiner Militärzeit studierte er Staats- und Volkswirtschaftslehre an der Universität Berlin. 1921 promovierte er zum Dr. rer. pol. Es folgte eine Ausbildung im Bereich der Bank- und Handelsgeschäfte in Duisburg, München, Ludwigshafen und Mannheim. Er wurde 1921 Angestellter im Röchling-Konzern in der Reederei Röchling, Menzell & Co. in Hamburg. Von 1923 bis 1927 war er Prokurist und ab 1928 Direktor der Röchlingfirma Schiffs-Gesellschaft Gebrüder Röchling „Pontos“ in Bremen.

### Marinedienst

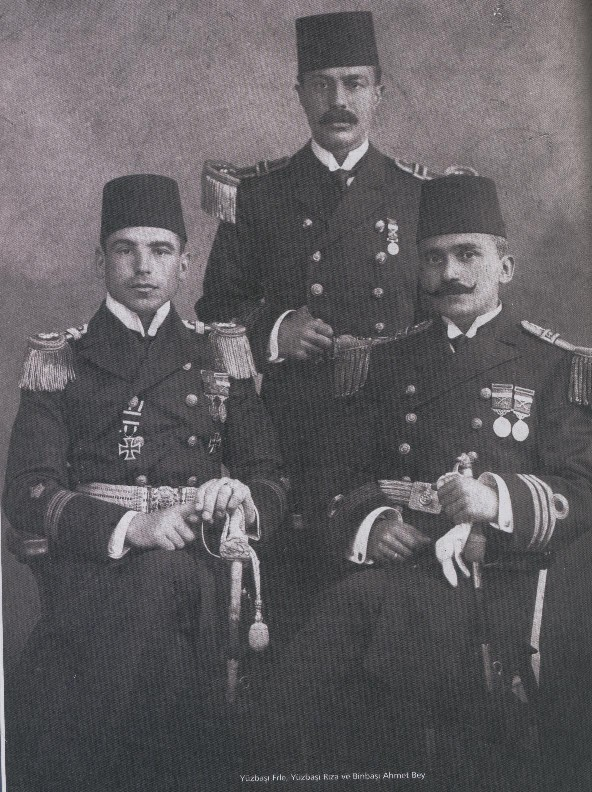
Rudolph Firle, Ali Riza (Talayman), und Ahmed Saffet (Ohkay)

Von Mai 1912 bis März 1914 war Firle als Kapitänleutnant Kommandant des Flusskanonenboots Otter auf dem Jangtse in China.
Im Ersten Weltkrieg befehligte er von 1914 bis 1916 die Türkische Torpedohalbflottille in İstanbul. Im Jahre 1915 führte er das Kommando über das Torpedoboot Muavenet-i Milliye mit einer deutsch-türkischen Besatzung. Mit dem von ihm geführten Torpedoboot konnte er das britische Schlachtschiff Goliath vor den Dardanellen versenken (570 Tote).
Der Kommandeur von Muavenet-i Milliye war im Wesentlichen Oberhauptmann Ahmet Saffet [Ohkay] Bey. Als jedoch die Kriegsschiffe Goeben und Breslau mit ihren Besatzungen der osmanischen Marine beitraten, dienten nun auch deutsche Offiziere und Besatzungen auf den Schiffen der osmanischen Marine. Einer dieser Offiziere war Rudolph Firle. Doch während die Angriffsoperation geplant wurde, wurden der deutsche Marinekapitän Rudolph Firle und seine begleitenden Offiziere und technischen Mitarbeiter eigens für diese Operation auf den Zerstörer Muavenet-i Milliye von Istanbul nach Dardanellen beordert.
Bei der bulgarischen Marine war er Verbindungsoffizier in Warna von 1916 bis 1918. Danach arbeitete er als Admiralstabsoffizier in Libau für den Bereich der Ostsee. Er wurde am 28. April 1918 zum Korvettenkapitän befördert, nach dem Krieg in die Reichsmarine übernommen und zum 20. Februar 1921 aus dieser entlassen.

### NSDAP-Mitgliedschaft und Wirtschaftsverbindungen
Juli 1932 trat er der NSDAP bei (Mitgliedsnummer 1.260.296). Er wurde am 15. März 1933 kommissarischer Vertreter Bremens beim Reichsrat.
Beim Stapellauf der Cairo am 11. Mai 1934 auf der AG Weser, bei dem auch sämtliche Mitglieder des Bremischen Senats unter Bürgermeister Richard Markert anwesend waren, betonte Firle: „Wie die Nieten die vielen tausend Stahlplatten des Schiffskörpers unlösbar miteinander verbinden, so sind heute alle Deutschen zusammengeschweißt in dem Glauben an den Führer, der die Einigkeit geschaffen hat, die ein Land braucht, das hinaus auf See will.“
Hamburgs Bürgermeister Carl Vincent Krogmann schrieb in seinen Erinnerungen, dass Firle im Jahre 1935 am Reichsparteitag der NSDAP teilnahm. Da er in Verbindung mit Wilhelm Keppler stand, soll er auch zum Freundeskreis Reichsführer SS gehört haben.
1935 wurde er in die Stiftung Haus Seefahrt gewählt. An der Schaffermahlzeit des Jahres 1936 nahmen Heinrich Himmler, Wilhelm Keppler, Emil Helfferich und Hjalmar Schacht teil.

### Norddeutscher Lloyd
Im Juli 1933 wurde Firle zum Mitglied des Vorstands des Norddeutschen Lloyds berufen. Am 30. Oktober 1933 übernahm er den Vorsitz im Vorstand der Reederei. In seiner Zeit wurden 1935 die Turbinenschnellschiffe Scharnhorst, Gneisenau und Potsdam für Ostasien in den Dienst gestellt. Die weitere Modernisierung der Flotte fand statt, die 1939 70 Schiffe mit 562.371 BRT hatte. Im Juli 1940 schied er aus dem Vorstand aus und wurde Mitglied des Aufsichtsrats. Ihm folgten im Vorstand Otto Dettmers sowie 1942 Johannes Kulenkampff und Richard Bertram. Als Sachverständiger für die Hochseeschifffahrt war er für das Reichsverkehrsministerium tätig. Weiterhin gehörte er als Mitglied der Akademie für Deutsches Recht an. Ende 1944 zog er sich in das Privatleben zurück.

## Werke
- Der Krieg zur See 1914–1918. In: Der Krieg in der Ostsee. Band 1, Vom Kriegsbeginn bis Mitte März 1915 (Hrsg.): Marine – Archiv, Berlin 1921.
- Der Krieg in der Ostsee, Berlin 1922.
- Einfluß des Weltkrieges auf Schiffahrt und Handel in der Ostsee. Berlin 1922.
- Reise-Eindrücke aus Ostasien. In: Zeitschrift für Geopolitik. 11. Jahrgang, 1934, S. 591–592.
- Geschichte der Familie Firle. Bremen 1934.

## Auszeichnungen
- Eisernes Kreuz (1914) II. und I. Klasse[7]
- Ritterkreuz des Königlichen Hausordens von Hohenzollern mit Schwertern[7]
- Hanseatenkreuz Lübeck[7]
- Mecklenburgisches Militärverdienstkreuz II. Klasse[7]
- Ritterkreuz I. Klasse des Albrechts-Ordens mit Schwertern[7]
- Ritterkreuz II. Klasse des Herzoglich Sachsen-Ernestinischen Hausordens[7]
- Goldene Imtiyaz-Medaille mit Säbeln
- Orden der Eisernen Krone III. Klasse mit Kriegsdekoration
- St. Alexander-Orden mit Schwertern